# Lamborghini Urraco
La Lamborghini Urraco è un'autovettura prodotta dalla casa automobilistica italiana Lamborghini dal 1972 al 1979.

## La Urraco P 250
All'inizio degli anni settanta la casa del toro decise di sviluppare un concetto nuovo di coupé sportiva, a 4 posti con motore centrale. 

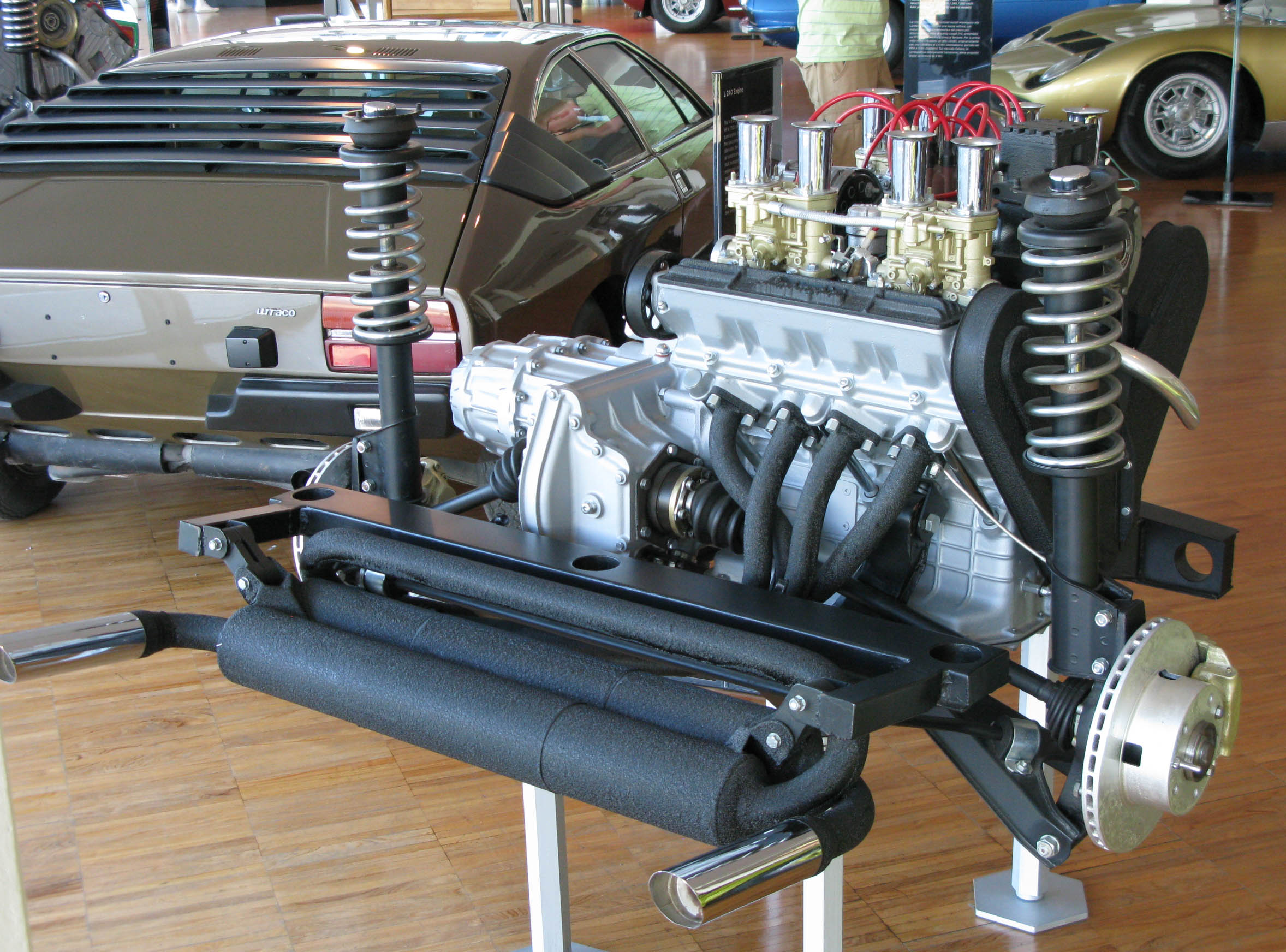
Motore di una Lamborghini Urraco

Le difficoltà insite nella scelta della configurazione non erano poche, ma il costruttore era convinto della bontà della soluzione.
La strada tracciata dalla Lamborghini, sarà seguita in modo sorprendentemente parallelo anche dalla rivale Ferrari qualche anno dopo: entrambi i costruttori si rivolsero a Bertone per la carrozzeria, entrambe adottarono un telaio a traliccio centrale con sospensioni a ruote indipendenti con triangoli sovrapposti, entrambe scelsero un motore V8.
La Urraco P 250, unica versione disponibile al momento del lancio (1970), era spinta da un V8 monoalbero per bancata di 2463 cm³ alimentato con 4 carburatori doppiocorpo Weber, montato in posizione centrale trasversale. La particolare disposizione tecnica condizionava la linea, caratterizzata da un frontale basso e appuntito e da una coda fastback affusolata e dotata di "veneziane" colorate in nero opaco sopra al vano motore e ai montanti laterali, soluzione stilistica mutuata dalla sorella maggiore Miura.
All'interno un particolare degno di nota era il volante a quattro razze dotato di struttura "a calice".
La vettura fu presentata in anteprima al salone di Torino del 1970 ma i primi esemplari poterono essere consegnati solo un paio di anni dopo. Gli esemplari prodotti furono 520, compresi i P 111.

### La Urraco P 111

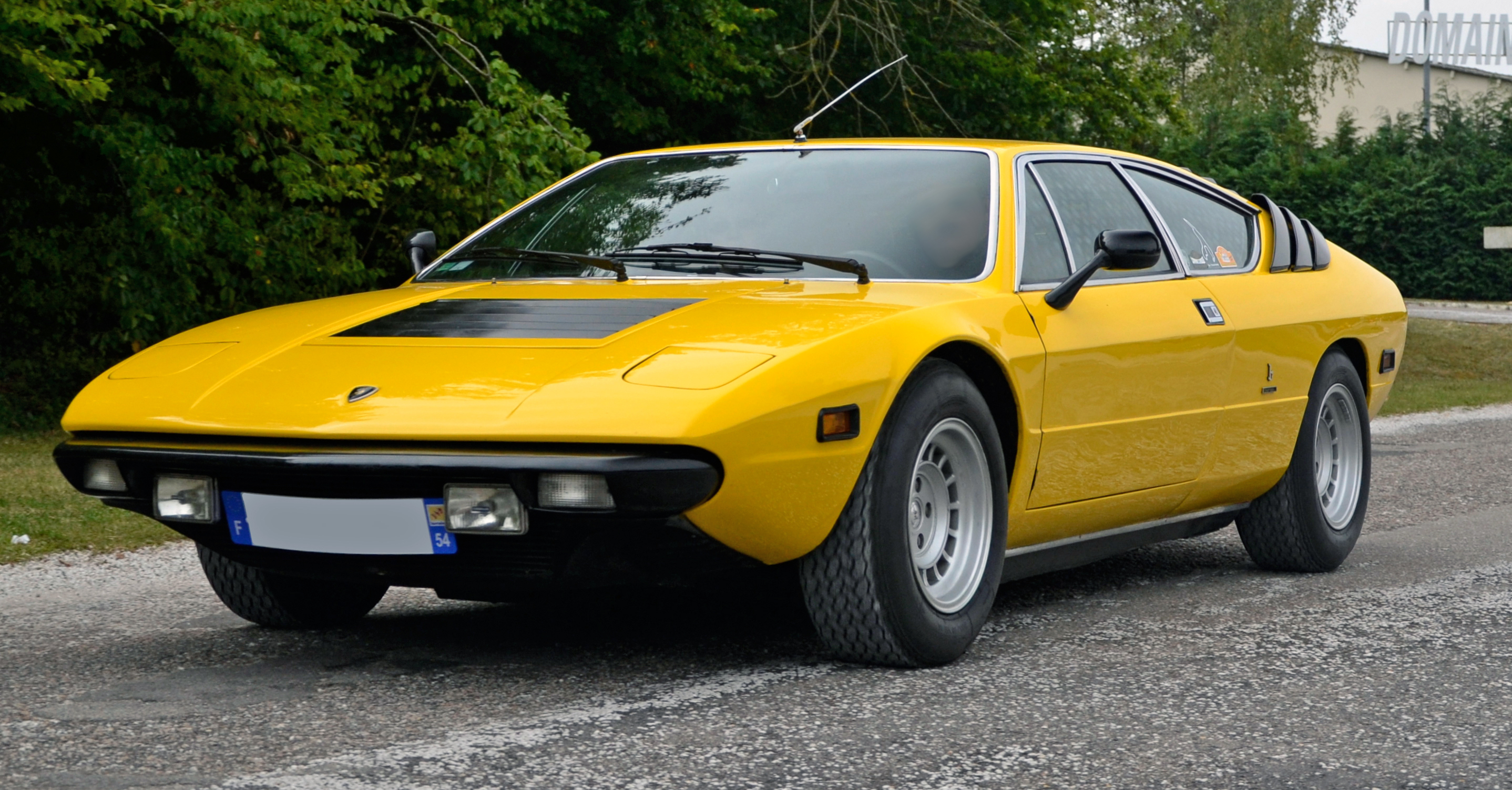
Lamborghini Urraco P111

Per il mercato USA, tra il 1974 ed il 1976, vennero prodotti 21 esemplari della versione "Urraco P 111": era una "P 250" con potenza ridotta a 180 CV per rispettare le norme antinquinamento. La "P 111" si distingueva esteticamente dalle altre Urraco per i vistosi paraurti neri ad assorbimento di energia.

## La Urraco P 300
Gli acquirenti della P 250, tuttavia, non furono pienamente soddisfatti delle prestazioni della Urraco, i cui 220 CV non furono considerati sufficienti. Da una Lamborghini, secondo quanto dichiarato anche dalle testate giornalistiche che, all'epoca, ebbero modo di testare la P 250, era lecito attendersi molto di più.
La casa di Sant'Agata Bolognese corse ai ripari nel 1974 (spinta anche dall'arrivo della concorrente Ferrari Dino 308 GT4), affiancando alla P 250 la Urraco P 300, equipaggiata con una versione a 4 alberi a camme in testa del V8 da 2996 cm³ di cilindrata. Grazie ai 265 CV erogati dal nuovo propulsore, le prestazioni miglioravano sensibilmente. Fu costruita in 205 esemplari.

## La Urraco P 200
Contemporaneamente alla P 300, sul solo mercato italiano il cui fisco penalizzava fortemente le automobili con cilindrata oltre i 2 litri, debuttò la variante P 200.
La Urraco P 200 altro non era che una versione con cilindrata ridotta da 2483 a 1994 cm³ (182 CV) della P 250. Fu prodotta in 66 esemplari.
La Urraco venne prodotta fino al 1979 in un totale di 791 esemplari, quando fu rimpiazzata dalla Silhouette.